# 한라산 (드라마)
《한라산》은 1984년 5월 12일에 방영된 TV문학관이다.

## 줄거리
제주도 토박이 현오 영감(박병호)은 한라산에 소를 방목해서 키우고, 그렇게 키운 소를 팔아 자녀의 학비를 충당하는 인물이다. 그런데 어느 해 겨울 방목하던 소 한마리가 돌아오지 않는다. 현오 영감은 잃어버린 소를 찾아 산 속을 헤매는데...

## 출연
- 박병호
- 김소원
- 김윤미
- 최원석
- 이성웅
- 이종만
- 김상락
- 김동완
- 김일란
- 이수연
- 최명수
- 홍승일